# 東南區 (博茨瓦納)
東南區（英語：South-East District）是博茨瓦納的一個區，位於該國南部，南鄰南非共和國。面積1,780平方公里，2001年人口276,319人。首府哈博罗内也是國家的首都。下分3次區。